# Georges River National Park
Georges River National Park är en park i Australien. Den ligger i delstaten New South Wales, i den sydöstra delen av landet, omkring 21 kilometer sydväst om delstatshuvudstaden Sydney. Arean är 3,4 kvadratkilometer.
Runt Georges River National Park är det tätbefolkat, med 636 invånare per kvadratkilometer.. Närmaste större samhälle är Auburn, omkring 15 kilometer norr om Georges River National Park. 
Runt Georges River National Park är det i huvudsak tätbebyggt. Genomsnittlig årsnederbörd är 1 507 millimeter. Den regnigaste månaden är juni, med i genomsnitt 232 mm nederbörd, och den torraste är juli, med 39 mm nederbörd.